# 김호수 (축구 선수)
김호수(한국 한자: 金昊洙, 1998년 6월 8일 ~ )는 대한민국의 축구 선수로, 포지션은 중앙 공격수이다.

## 축구인 경력
김호수는 전주공업고등학교 축구부를 거쳐, 성균관대학교 축구부에 입단하였다. 2018년 춘계 대학축구연맹전 준우승, 2019년 춘계 대학축구연맹전 우승을 일구어냈다.
K리그2 2020시즌을 앞두고, 성균관대 시절 은사인 설기현 감독이 지휘봉을 잡게 된 경남 FC로 입단하게 되었다.